# Kristályéjszaka

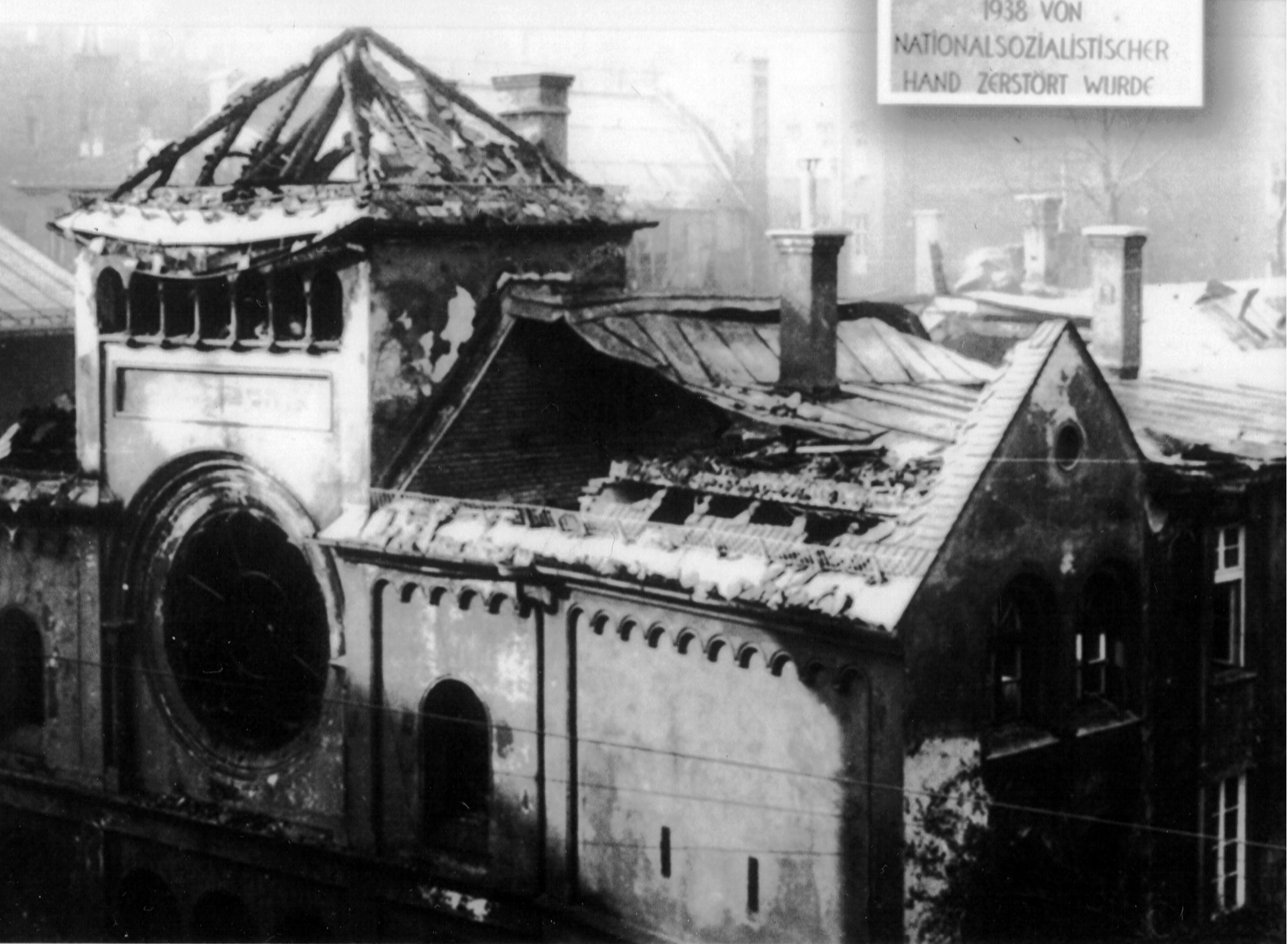
Egy müncheni zsinagóga a kristályéjszaka után

A kristályéjszaka, más néven novemberi pogromok (németül Novemberpogrome / Kristallnacht) központilag megtervezett és irányított, országos zsidóellenes erőszakhullám volt a náci Németországban 1938. november 9–10-én. Az akcióra ürügyként egy Franciaországban szolgáló német diplomata, Ernst Eduard vom Rath meggyilkolása szolgált. A zavargások során több tucat zsidót megöltek, zsinagógák és zsidó üzletek százait rombolták le, gyújtották fel, de a rendőrség nem avatkozott az eseményekbe. Nevét a betört kirakatokból szertehulló szilánkokról kapta. Történelmi előzményként megemlíthető, hogy az osztrák klerikofasiszta mozgalom már a 19. század végén is használta a kifejezést, az általuk rendezett pogromokat Schönerer üdvözlettel fogadta.

## Az események
1938 júliusa és októbere között számos olyan rendelkezés született, amely a zsidó vagyon kisajátítását szolgálta. A rendelkezések tehát előbb készültek el, mint ahogy a kristályéjszaka megtörtént.
A nemzetiszocialisták ezen az éjszakán 267 zsinagógát raboltak ki és rongáltak meg, valamint romba döntöttek és felgyújtottak közel 7500 zsidó üzletet. További zsidó házak és lakások százait fosztották ki és rongálták meg Ausztriában és Németországban. Meglincseltek közel száz zsidót, és 30 ezer körülire tehető azok száma, akiket ekkor hurcoltak különböző koncentrációs táborokba.
Az 1938 novemberében bekövetkezett eseményekre vonatkozóan nincs olyan dokumentum, amely parancsot tartalmazna a zsidó tulajdon elleni támadásra. Göringnek jó ürügyül szolgált, hogy pozícióit javítsa. Párizsban egy Herschel Feibel Grynszpan nevű fiatalember rálőtt Ernst vom Rath követségi tanácsosra a német nagykövetségen. A fiatalember tettét az indította be, hogy egy akcióban sok zsidó családot – így az övét is – átkergettek Lengyelországba. Borovička kutatásai szerint Grynszpan francia börtönből a Gestapo fogságába került, 1941 január 18-tól a sachsenhauseni gyűjtőtáborba 35181 számú fogolyként de rabruha nélkül; „különleges elbánásban” részesült, s így a háborút túlélte. A szerző feltételezi, hogy a nácik csalétekként használták őt fel, ezért élhette túl a holokausztot. Ron Roizen úgy tudja, hogy 1945-ben még az élők sorában volt. Az utolsó hivatalos német feljegyzés róla 1942-ben kelt. Szülei 1960-ban halottá nyilvánították.
Hitler pedig elővette az 1933. évi, a zsidók elbocsátásáról szóló rendeletet. (133 ilyen rendelet, törvény született 1938-ig, az 1935. évi nürnbergit is beleértve, melynek mintájára készült el a furcsa ellentmondásokkal terhelt magyar 1941/ XV tc., ismertebb nevén III. zsidótörvény: ha egy zsidó férfi keresztény nővel létesített kapcsolatot, börtönbe került, egy keresztény férfinak azonban lehetett viszonya zsidó nővel). Az 1933. évi, a német zsidók kiszorítását célzó rendelet mindig alkalmas volt hatalomtechnikai manőverekre, hiszen a köztársasági időkben készült, közvetlenül azután, hogy 1933. március 5-én az NSDAP 230 mandátumot szerzett a Reichstag-választásokon. Másrészt Hindenburg 1934. augusztus 2-ai halála előtt készült, így a nyugati hatalmak nem állíthatták azt, hogy a törvény nem egy polgári demokráciában született. 
Joseph Goebbels, aki éppen akkoriban farkasszemet nézett Hitlerrel, engedélyt kért tőle, hogy hadjáratot folytasson a zsidók ellen. Goebbels tehát saját pozícióinak megerősítésén fáradozott Göring ellenében. Az SA és az SS beindult, miután Goebbelsnek Münchenben, a marienplatzi Régi Városházán elmondott beszédét a zsidók elleni pogromra való felszólításként értelmezték. 
Az események az utcán folytak tovább, jóllehet a vezetés hamar belátta, hogy sok haszna nincs a népnyelv által kristályéjszakának nevezett eseményeknek. Göring felhívta Hitlert, hogy népgazdasági szempontból káros, ami történik. Az üzletek ugyanis biztosítva voltak, a károk megtérítése pedig sok milliárd márkát tett ki. Göring, aki ekkor már Schacht ellenében a gazdasági kérdésekért felelt, jobbnak látta, ha nem hozzák a biztosítókat anyagilag nehéz helyzetbe: Göring, a Légügyi Minisztériumban kifejtette (november 12-én), hogy ezt a kérdést (vagyis a zsidók kárpótlásának kérdését) rendezni kell. A javakban tett károkat Göring megfizettette a biztosítókkal, de a jövedelmet nem a zsidók kapták, hanem az az államkincstárhoz került. Göring megjegyezte a tanácskozáson, hogy „nem szeretnék zsidó lenni Németországban.” 
Az SS magánakcióját Göring a saját hasznára tudta fordítani. 
Göringnek a javak (és nem az emberek) védelméhez személyes érdeke is fűződött, hiszen a kohóipar (Hermann Göring Művek) az ő tulajdonát képezte; mindaz, ami ezzel ellentétes volt, a haditermelés „ágyú és vaj politikájának” (vagyis az általa 1936 októberében meghirdetett első négyéves terv) aláásását jelentette. 
A merénylet későbbi következménye volt a zsidók vagyonadója.